# 구글 검색 어플라이언스

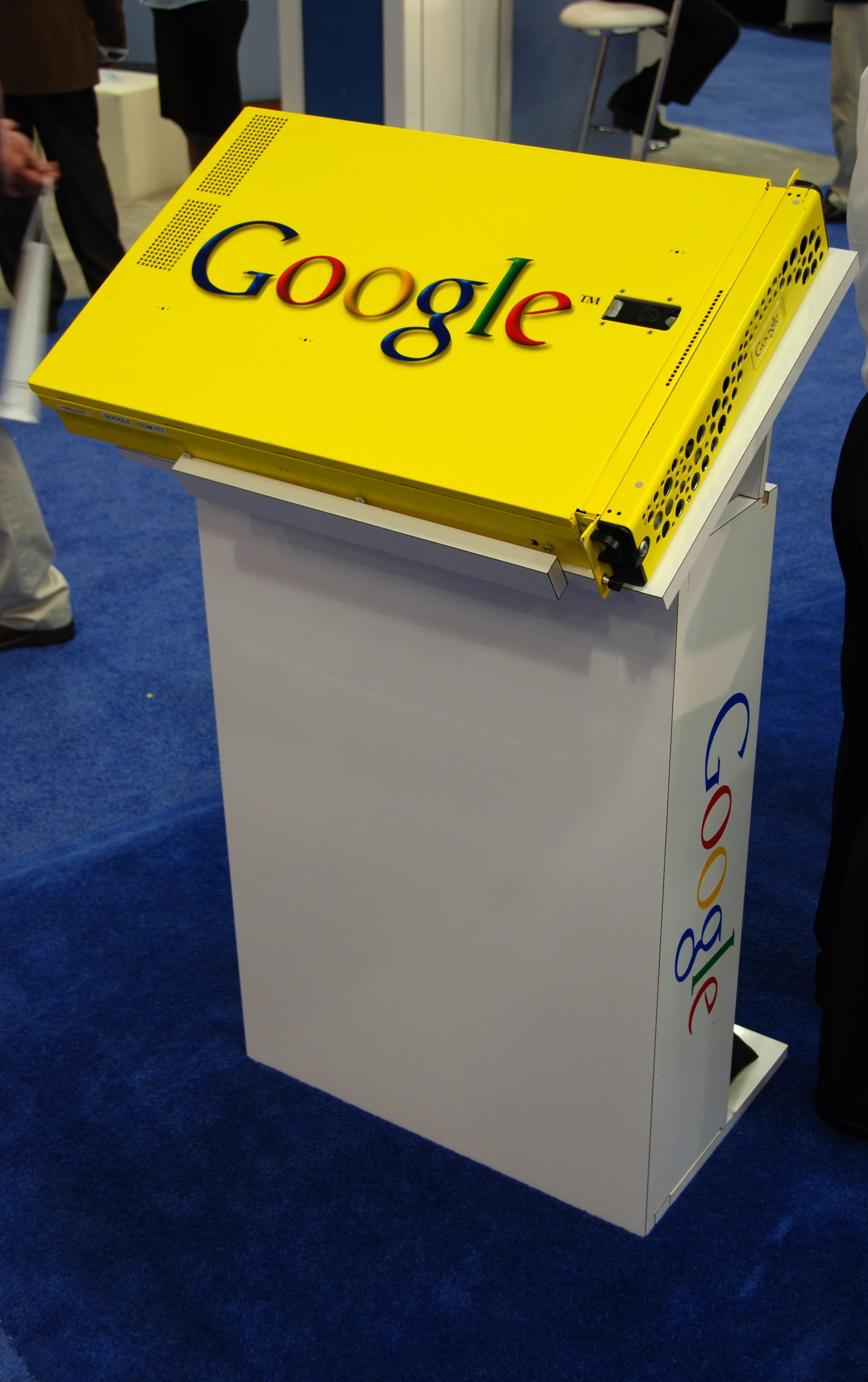
RSA 콘퍼런스 2008에 등장한 구글 어플라이언스

구글 검색 어플라이언스(Google Search Appliance, GSA)는 문서 인덱싱 기능을 제공하였던, 랙(rack)에 마운트하는 형태의 컴퓨터 기기였다.
GSA 운영 체제는 CentOS에 기반을 두었다. 이 소프트웨어는 구글이 제작했으며 하드웨어는 델이 제조하였다. 최종 2009 GSA 버전은 델의 파워에지 R710에 기반을 두었다. 구글은 2016년 초 GSA를 단계적으로 폐지하기 시작했으며 2019년 완전히 폐지하였다.
GSA는 두 모델로 제공되었다: 최대 10,000,000개 문서의 인덱싱이 가능한 2U 모델(GB-7007)과 최대 30,000,000개 문서의 인덱싱이 가능한 5U(2U + 3U 스토리지) 모델. 판매는 유지보수, 지원, 소프트웨어 업데이트를 아우르는 2년 계약으로 시작하는 라이선싱 구조로 운영되었다.

## 기능
GSA에는 구글 검색 기술과 어플라이언스의 구성 및 사용자 지정 수단을 포함하였다.

## 버전
GSA는 2002년 처음 선보였다.
소프트웨어 버전 6.0은 2009년 6월 출시되었다. 이 소프트웨어는 GB-1001 모델의 일부 하드웨어 버전(어플라이언스 ID에 S5로 표기된 유닛)과 GB-7007, GB-9009 모델에서 구동되었다.
구글은 2012년 10월 9일 버전 7.0을, 2014년 2월 11일 버전 7.2를 출시하였다.

## 모델
GSA는 인덱싱되는 수많은 문서에 기반한 2개의 별개의 버전으로 구매가 가능했다. 2U 어플라이언스인 모델 G100은 최대 20,000,000개 문서까지 인덱싱할 수 있었다. G500 5U 어플라이언스는 최대 100,000,000개 문서까지 인덱싱이 가능했다.